# فال غرون (تشيكوسلوفاكيا)
فال غرون (بالألمانية: Fall Grün) كانت خطة ألمانية لخوض حرب عدوانية ضد تشيكوسلوفاكيا قبل الحرب العالمية الثانية. تم تنفيذ بعض الحرب النفسية للخطة واستخدامها لأعمال شبه عسكرية، لكن الحرب المفتوحة المخطط لها لم تحدث بسبب اتفاق ميونيخ.

## خلفية
تمت صياغة الخطة لأول مرة في أواخر عام 1937، ثم تغير الوضع العسكري والمتطلبات. التنقيح الأخير للخطة حدد موعد الهجوم في 28 سبتمبر 1938. ومع ذلك، بما أن فرنسا والمملكة المتحدة كانتا مترددتان في خوض الحرب من أجل تشيكوسلوفاكيا وكلاهما أعربا عن إرادتهما السياسية لإرضاء ألمانيا، فقد تم تأجيل تنفيذ الخطة. بعد أن أصدر مؤتمر ميونيخ اتفاقية ميونيخ في 30 سبتمبر 1938، تم التخلي عن الخطة بالكامل.
عند تخليها عن المناطق الحدودية إلى ألمانيا وبولندا والمجر، فقدت تشيكوسلوفاكيا غالبية التحصينات الحدودية وأصبحت أقل دفاعًا ضد أي قوة غازية. في 13 مارس 1938، أبلغ أدولف هتلر وجواكيم فون ريبنتروب جوزيف تيسو بقرار لا رجعة فيه لاحتلال بوهيميا ومورافيا في الساعات المقبلة، في حين قررت سلوفاكيا تقرير مصيرها بنفسها. بعد إعلان الجمهورية السلوفاكية بعد فترة وجيزة من انتهاء الإنذار النازي، دعا هتلر الرئيس التشيكي إميل هشا ليعلن أن الجيش الألماني كان على وشك غزو الأراضي التشيكية وسيتم قمع المقاومة من قبل النازيين بكل الوسائل. في 15 مارس، احتلت ألمانيا الجزء التشيكي المتبقي (Unternehmen Südost German) وأنشأت محمية بوهيميا ومورافيا. اسم فال غرون تم تعيينه لاحقًا في خطط غزو أيرلندا.

## الحرب النفسية
خطط فال غرون كان لها دور كبير في الحرب النفسية، سواء داخل تشيكوسلوفاكيا أو ضد حلفاء تشيكوسلوفاكيا. على الصعيد الداخلي، كان من المفترض تخويف الحكومة والمواطنة التشيكوسلوفاكية ولديهما إرادة في الدفاع عن نفسها، والأقلية العرقية الألمانية (التي كانت إلى حد كبير مؤيدة لألمانيا ومؤيدة للنازية)، كان من المفترض أن تضعف وتتعطل البلاد داخليًا.  على الصعيد الدولي، كانت الحرب النازية المنسقة وحرب الدعاية تهدف إلى جعل البلاد معزولة إلى درجة أنها ستقف بمفردها ضد أي عدوان، مع عدم وجود دفاع. لعبت وسائل الإعلام الحديثة، وخاصة الإذاعة، دورًا رئيسيًا في الحرب النفسية النازية. داخل تشيكوسلوفاكيا، اعتمدت ألمانيا النازية أيضًا على استخدام حزب سودتين الألماني فضلاً عن منظمتها شبه العسكرية.

## الحرب غير المعلنة الألمانية التشيكية
في 17 سبتمبر 1938، أمر أدولف هتلر بتأسيس فريكروبس ألمان السويدت ، منظمة شبه عسكرية استولت على هيكل Freiwillinger Schutzdienst/Ordnersgruppe، منظمة من الألمان العرقيين في تشيكوسلوفاكيا التي تم حلها من قبل السلطات التشيكوسلوفاكية في اليوم السابق بسبب تأثيرها في عدد كبير من الأنشطة الإرهابية. تم حماية المنظمة وتدريبها وتجهيزها من قبل السلطات الألمانية ونفذت عمليات إرهابية عبر الحدود في الأراضي التشيكوسلوفاكية. بالاعتماد على اتفاقية تعريف العدوان، اعتبر الرئيس التشيكوسلوفاكي إدوارد بينيس  والحكومة التشيكية السلوفاكية في المنفى  لاحقًا أن 17 سبتمبر 1938 كانت بداية الحرب الألمانية التشيكية غير المُعلنة. وقد افترضت المحكمة الدستورية للجمهورية التشيكية هذا الفهم أيضًا في عام 1997. 